# Balthasar Ayala
Balthasar Ayala (Anversa, 1548 – Aalst, 16 settembre 1584) fu un giudice militare nei Paesi Bassi asburgici durante i primi decenni della guerra degli ottant'anni e scrisse un influente trattato sul diritto di guerra.

## Biografia
Ayala nacque ad Anversa nel 1548, figlio di un mercante di stoffe spagnolo, Gregorio Ayala, e di sua moglie Agnes Rainalmia, originaria di Cambrai. Studiò all'Università di Lovanio, conseguendo la licenza di legge. Il 27 maggio 1580 il principe di Parma lo nominò revisore generale dell'armata delle Fiandre.
Il 20 gennaio 1583 fu nominato maestro delle richieste nel Gran Consiglio di Malines, allora riunito a Namur a seguito della rivolta olandese in corso. Nel 1584 fu commissario reale per il rinnovo delle magistrature a Breda, Herentals e Lier. Morì ad Aalst il 1º settembre 1584, probabilmente mentre svolgeva la stessa funzione.
Dei suoi cinque fratelli, Grégoire fu anch'egli revisore militare e in seguito membro del Consiglio del Brabante, mentre a Philippe fu affidato un'ambasciata presso Enrico IV di Francia.

## Opere
- De jure et officiis bellicis et disciplina militari (Douai, Jean Bogard, 1582). Seconda edizione, Anversa, 1597[3].
  - Traduzione inglese pubblicata nel 1912 nella serie Carnegie Institution Classics of International Law[4].